# Honingwasplaat
De honingwasplaat (Hygrocybe reidii) is een schimmel behorend tot de familie Hygrophoraceae. Hij leeft saprotroof op de grond in schrale graslanden op droge, kalkhoudende, lemige bodems.

## Kenmerken

### Uiterlijke kenmerken
Hoed
De schimmel maakt roodachtig-oranje tot roodachtige vruchtlichamen met droge, viltige hoed. Het hoedoppervlak is zelden doorschijnen gestreept. De hoed reageert niet met KOH.
Lameleln
De lamellen zijn breed aangehecht tot wat aflopend en staan ver uiteen. De kleur is gelig of oranje en meestal wat bleker dan de hoed. Korte lamellen komen vaak voor.
Steel
De steel heeft een lengte van 20 tot 50 mm en een dikte van 2 tot 5 mm. De vorm is cilindrisch of onregelmatig samengedrukt. De kleur is goudgeel, oranjegeel of oranje. De structuur is effen en mat of met lichtzijdeachtige glans. De steel heeft onderaan een witte kleur en de steelvoet is wat donzig.
Geur en smaak
Het vlees is oranje en verandert niet van kleur bij het snijden. Het vruchtvlees heeft een geur van honing, vooral wanneer er over het weefsel wordt gewreven of wanneer het aan het drogen is. De smaak is niet onderscheidend.
Sporenprint
De sporenprint is wit.

### Microscopische kenmerken
De hoed heeft rechtopstaande hyfen (trichoderm). De sporen zijn ellipsoïdaal, glad, inamyloïde en meten 6,5-8,5 × 4-6 μm (sommige bronnen melden 6-10 × 4-5 µm). De basidia zijn 2- en 4-sporig en voor een wasplaat opvallend groot, namelijk 45-65 × 7,5-10 μm.. Hymeniale cystidia zijn afwezig.

## Verspreiding
De honingwasplaat wordt gevonden in Europa en waargenomen in het oosten van Noord-Amerika, hoewel het onzeker is of de Noord-Amerikaanse populatie dezelfde soort vertegenwoordigt.
In Nederland komt de honingswasplaat vrij zeldzaam voor. Hij staat op de rode lijst in de categorie 'Kwetsbaar'.

## Naamgeving
De naam werd gepubliceerd door Robert Kühner in 1976, met de soortaanduiding reidii ter ere van de Britse mycoloog Derek Reid. Het is gebaseerd op een soort die oorspronkelijk werd gepubliceerd als Hygrophorus marchii door Giacomo Bresadola in 1928, maar met een onvoldoende nauwkeurige beschrijving, wat later leidde tot tegenstrijdige interpretaties over het soortconcept. In 1969 gaf Reid een nauwkeurige beschrijving van de schimmel die veel voorkomt in Europa, maar Kühner had een andere interpretatie van H. marchii en gaf een nieuwe naam aan Reids soortconcept.